# Diocèse de Carapeguá
Le diocèse de Carapeguá (en latin : Dioecesis Carapeguana ; en espagnol : Diócesis de Carapeguá) est un diocèse de l'Église catholique du Paraguay suffragant de l'archidiocèse d'Asuncion.

## Territoire

Diocèse de Carapeguá en rouge

Il comprend le département de Paraguarí ce qui correspond a un territoire d'une superficie de 8 705 km divisé en 18 paroisses. Le siège épiscopal est dans la ville de Carapeguá où se trouve la cathédrale de l'Immaculée Conception.

## Histoire
Le diocèse est érigé le 5 juin 1978 par la constitution apostolique Qui superno consilio du pape Paul VI en prenant sur les territoires de l'archidiocèse d'Asuncion et du diocèse de Villarrica del Espíritu Santo.

## Évêques
- Ángel Nicolás Acha Duarte (5 juin 1978 - 24 juin 1982)
- Celso Yegros Estigarribia (6 avril 1983 - 10 juillet 2010)
- Joaquín Hermes Robledo Romero (10 juillet 2010 - 4 juillet 2015), nommé évêque de San Lorenzo
  - Sede vacante (2015-2018)
- Celestino Ocampo Gaona (16 juin 2018 - )